# Alkoholometar
Alkoholometar je mjerni instrument kojim se služimo u proizvodnji alkoholnih napitaka. Ovim se instrumentom određuje obujamski (postotni) udio alkohola u mješavinama alkohola i vode te u bistrim alkoholnim destilatima, to jest alkoholnim pićima u kojima je nizak udio šećera.
Instrument je najtočniji kad mjeri bistre rakije poput šljivovice ili lozovače te kod svake ine mješavine alkohola i vode. Kod pečenja rakije alkoholometar nam je bitan jer tad znamo kakva je jakost rakije, s obzirom na udio jedne od triju frakcija. Tako znamo kad će se poći u akcije kojima će se povisiti udio alkohola u rakiji te ju pročistiti od nepoželjnih sastojaka ili razmutiti šljivovicu.
Uređaj je osjetljiv na ostatke osušenog alkohola i šećera na mjerilu, jer mijenjaju mu težinu pa utječu na točnost mjerenja. Zbog toga ga se mora održavati čistim pranjem toplom vodom i sušenjem mekanom krpom.
Alkoholometar su baždaren na 15 do 20 stupnjeva Celzijusovih i tad daje najtočnije rezultate. Ako je temperatura viša ili niža, rezultate mjerenja mora se ispraviti prema iskalkuliranim tablicama. Zbog toga što djeluje na načelu gustoće tekućine, osjetljiv je na toplinu. Toplija tekućina je rjeđa zbog čega instrument uranja dublje, a ako je hladnija, gušća je pa ne tone nego ostaje plitko.

## Vanjske poveznice
- SD Duvančić  Arhivirana inačica izvorne stranice od 21. studenoga 2014. (Wayback Machine) Korekcijska tablica za alkoholometar
- Krizevci.net Određivanje alkohola u destilatima
- Vinopedija  Arhivirana inačica izvorne stranice od 24. listopada 2020. (Wayback Machine) Alkoholometar